# Hamdi al-Bagiahgi
Ḥamdī al-Bāgiahgī, o al-Pāgiahgī, talvolta traslitterato in Pachachi (in arabo حمدي الباجه جي‎?; Baghdad, 1886 – 28 marzo 1948), è stato un politico iracheno che ricoprì la carica di Primo ministro del Regno d'Iraq dal 4 giugno 1944 al 23 febbraio 1946.

## Biografia
Nato in un'importante famiglia di Baghdad, studiò Giurisprudenza nella Madrasat al-idāra di Istanbul, laureandosi nel 1909.
Insegnò alla Scuola di Diritto di Baghdad dal 1913 al 1916. Mentre soggiornava nella capitale ottomana, Ḥamdī al-Bāgiahgī aveva aderito alla società segreta al-'Ahd (Il patto) e divenne un nazionalista arabo attivo, con l'obiettivo di affrancare il suo Paese dalla sovranità della Sublime porta.
Al suo ritorno a Baghdad si unì ai nazionalisti, che si battevano per il decentramento dell'Impero ottomano. Come risultato delle loro attività sempre più violente durante l'insurrezione anti-britannica in Iraq nel 1920, al-Pāgiahgī fu arrestato e inviato in esilio a Hanja, un'isola del Golfo Persico. Dopo il suo rilascio, continuò a prendere parte alle attività anti-britanniche, dal momento che il Regno Unito si era insediata in Iraq sotto la veste di Potenza mandataria. 
Nel 1925, cominciò a collaborare con ʿAbd al-Muḥsin al-Saʿdūn. Al-Pāgiahgī servì come ministro dei Beni waqf in uno dei gabinetti di al-Saʿdūn (1925–26). Si ritirò poi dalla politica per molti anni. Grande latifondista, si occupò dei suoi affari riguardanti l'agricoltura. 
Nel 1935 fu eletto deputato in Parlamento, ma non svolse un ruolo importante. Fu comunque ministro del Welfare nel 1941 e fu eletto presidente della Camera di Commercio nel 1943. 
Al-Pāgiahgī servì come Primi ministri dell'Iraq tra il 1944 e il 1946. Fu scelto per succedere a Nūrī al-Saʿīd a causa delle tensioni tra questi e il Reggente ʿAbd al-Ilāh b. ʿAlī. La sua politica fu quella di includere salomonicamente nei posti di responsabilità del suo governo membri della cerchia di Nūrī e consiglieri del Reggente. Un piccolo cambiamento fu costituito da un'attenuazione della censura sulla stampa e dall'introduzione nel 1945 della legge Miri Sirf, che intendeva essere il primo passo di una riforma agraria su più vasta scala, con la redistribuzione di terreni demaniali a un certo numero di contadini senza terra.
Contrariamente a Nūrī al-Saʿīd, la sua principale preoccupazione in politica estera fu il rafforzamento della Lega Araba e l'integrazione dell'Iraq in quella organizzazione. Ḥamdī enfatizzò la cooperazione tra gli Stati arabi nel più puro spirito del nazionalismo arabo, diversamente da Nūrī che mirava ad accrescere il potere politico dell'Iraq all'interno della Lega. Conseguì ottimi risultati nel mantenere eccellenti legami con i politici egiziani e siriani, malgrado elevasse significative proteste contro la loro supremazia all'interno della Lega e nell'area della Mezzaluna Fertile. 
Come Primo ministro, Ḥamdī al-Pāgiahgī rimise in libertà numerosi nazionalisti che erano stati incarcerati dopo la patriottica guerra anglo-irachena del 1941, che egli stesso aveva appoggiato, ma dovette fronteggiare la crescente rivolta curda guidata da Mulla Mustafa Barzani. Al-Pāgiahgī rifiutò le loro richieste ed essi si ribellarono a metà del 1945, ma finirono con l'essere costretti a fuggire in territorio iraniano in ottobre. La vittoria di al-Pāgiahgī lo rese ancor più popolare tra gli Iracheni non arabi e in dicembre egli indisse nuove e libere elezioni in un contesto multipartitico.
Il 29 maggio 1945, la Francia bombardò Damasco e tentò di arrestare i leader siriani democraticamente eletti che chiedevano senza indugi l'indipendenza piena del loro Paese dall'occupazione francese. Quando Ḥamdī al-Pāgiahgī tornò a Baghdad dalla Conferenza della Lega Araba svoltasi al Cairo il 15 giugno, dichiarò: "Ci libereremo immediatamente dall'incubo dell'imperialismo francese nel Levante. Gli Stati arabi godranno dei loro legittimi diritti internazionali grazie allo sforzo unito arabo". La pressione inesausta dei nazionalisti siriani e del Regno Unito obbligarono infine la Francia a evacuare le loro ultime truppe il 17 aprile 1946.
I legami tra il Reggente filo-britannico Abd al-Ilah e al-Pāgiahgī s'indebolirono gradualmente per le continue intromissioni di ʿAbd al-Ilāh nella vita politica irachena e al-Pāgiahgī fu costretto alle dimissioni nel febbraio del 1946. Il 2 maggio di quell'anno egli dichiarò che gli Arabi dovevano "intraprendere un'azione decisiva, che è attualmente l'unica percorribile" riguardo alla sorte della Palestina.
Nel 1948, l'anno della guerra arabo-israeliana, al-Pāgiahgī fu nominato ministro degli Esteri del governo di Sayyid Muhammad al-Sadr. Il 18 febbraio 1948, egli annunciò che la guerra arabo-israeliana era colpa del presidente degli Stati Uniti Harry Truman, affermando: "Mr. Truman ha aperto il fuoco sulla Palestina". Il 9 marzo 1948, al-Pāgiahgī annunciò che "gli Arabi avrebbero agito per prevenire il continuo bagno di sangue in Palestina" e che Arabi e musulmani avrebbero respinto l'istituzione di Israele "a ogni prezzo".
Morì di crisi cardiaca mentre era al lavoro, all'età di 65 anni, il 28 marzo 1948.